# English Harbour West
English Harbour West est un village de Terre-Neuve-et-Labrador au Canada. Il est situé sur la côte sud-ouest de la baie de Fortune sur l'île de Terre-Neuve. Il fait partie du bourg de St. Jacques-Coomb's Cove.

## Annexe